# Pro deutschsprachige Gemeinschaft
Pro deutschsprachige Gemeinschaft (ProDG) és un partit polític que defensa els interessos de la minoria alemanya de Lieja i reclama la plena autonomia de la Comunitat Germanòfona de Bèlgica amb l'obtenció d'estatut de província separada. Forma part de l'Aliança Lliure Europea i de la Unió Federalista de les Comunitats Ètniques Europees. El seu líder és Clemens Scholzen.

## Història
Des de les eleccions regionals belgues de 1995 es presenta amb les sigles PJU-PDB (Parteilos Jugendliche Unabhängige, Partei der Deutschsprachigen Belgier), per tal de captar personalitats independents. A les eleccions regionals belgues de 2004 va obtenir 3 escons al Parlament de la Comunitat Germanòfona.

## Resultats electorals

### Parlament de la Comunitat germanòfona
| Any  | Vots   | %         | Escons | +/- | Govern   |
| ---- | ------ | --------- | ------ | --- | -------- |
| 2009 | 6,553  | 17.5 (#4) | 4 / 25 | Nou | Coalició |
| 2014 | 8,352  | 22.2 (#2) | 6 / 25 | 2   | Coalició |
| 2019 | 9,146  | 23.3 (#1) | 6 / 25 | =   | Coalició |
| 2024 | 11,654 | 29.1 (#1) | 8 / 25 | 2   | Coalició |

### Parlament Europeu
| Any  | Líder             | Vots  | %          | %     | Escons | +/- | Grup |
| Any  | Líder             | Vots  | G.E.C.     | Total | Escons | +/- | Grup |
| ---- | ----------------- | ----- | ---------- | ----- | ------ | --- | ---- |
| 2009 | Harald Mollers    | 3,897 | 10.07 (#5) | 0.06  | 0 / 22 | Nou | −    |
| 2014 | Lydia Klinkenberg | 5,106 | 13.23 (#5) | 0.08  | 0 / 21 | =   | −    |
| 2019 | Lydia Klinkenberg | 5,360 | 13.14 (#3) | 0.08  | 0 / 21 | =   | −    |
| 2024 | Liesa Scholzen    | 7,134 | 13.43 (#2) | 0.10  | 0 / 21 | =   | −    |